# هامفری جنینگز
هامفری جنینگز (انگلیسی: Humphrey Jennings؛ ۱۹ اوت ۱۹۰۷ – ۲۴ سپتامبر ۱۹۵۰) یک مستندساز و کارگردان اهل انگلستان بود.
بر اثر سقوط از بلندی در حین یافتن لوکیشن مناسب برای فیلمa کشته شد